# نيو هولندا الزراعية
نيو هولندا علامة تجارية عالمية للمعدات الزراعية تشمل منتجات الجرارات الزراعية، الحصادات، مرشات الري والعديد من المعدات الزراعية الأخرى.وعلامة نيو هولندا مملوكة حالياً ل شركة سي ان تشي الصناعية (CNH Industrial)
الإيطالية (تملك شركة فيات الإيطالية معظم أسهمها).
علامة نيو هولندا بالأصل شركة بأسم «شركة نيو هولندا الميكانيكية» تأسست في نيو هولندا بنسيلفانيا، الولايات المتحدة عام 1895 ,خلال عقد السبعينات أستحوذت عليها سبيري كوربوريشن، ثم تملكتها شركة فورد بين عامي 1986 و 1991 حين أشترتها شركة سي ان تشي الصناعية (CNH Industrial) .
يقع مقر سي ان تشي الصناعية في تورين ب إيطاليا بينما مقر بنسيلفانيا يستخدم كمركز إداري لعمليات أمريكا الشمالية. كما إن معمل بنسليفانيا يعتبر أكبر معمل لإنتاج معدات القش في العالم.
تنتج علامة نيوهولندا في 18 معمل حول العالم فضلاً عن 6 مشاريع مشتركة في الأمريكيتين، آسيا والشرق الأوسط، تباع منتجات نيو هولندا في 170 بلداً حول العالم.
نالت منتجات نيوهولندا عدة جوائز لمنتجاهتها وتصاميمها وابتكاراتها.

## وصلات خارجية
- New Holland Website
- CNH Global Corporate Website